# تپه گوسوار
تپه گوسوار مربوط به سدهٔ ۶ ه.ق است و در شهرستان بیجار، روستای سلامت آباد واقع شده و این اثر در تاریخ ۱۸ مهر ۱۳۵۶ با شمارهٔ ثبت ۱۴۸۲ به‌عنوان یکی از آثار ملی ایران به ثبت رسیده است.